# Alexanor
 (juin 2025).
Si vous disposez d'ouvrages ou d'articles de référence ou si vous connaissez des sites web de qualité traitant du thème abordé ici, merci de compléter l'article en donnant les références utiles à sa vérifiabilité et en les liant à la section « Notes et références ».
Papilio alexanor
Espèce
L'Alexanor ou Grand Sélésier ou Papilio alexanor, est une espèce d'insectes lépidoptères (papillons) qui appartient à la famille des Papilionidae, à la sous-famille des Papilioninae et au genre Papilio.

## Description
L'Alexanor est un grand papillon de forme vaguement triangulaire possédant une queue, d'une envergure de 30 à 40 mm et reconnaissable à ses grands vols planés.
Sur un fond jaune il présente des dessins noirs. Les ailes bordées de noir présentent une bande jaune doublée d'une large bande bleue.

### Chenille et chrysalide
Les œufs sont pondus isolément sur les plantes hôtes et l'éclosion s'effectue environ une semaine après la ponte. Le développement larvaire dure à peu près un mois.

## Biologie

### Période de vol et hivernation
L'Alexanor hiverne à l’état de chrysalide.
Il vole d'avril à juillet en une seule génération.

### Plantes hôtes
Les plantes hôtes de sa chenille sont des apiacées (ombellifères) et notamment Seseli montanum, Trinia vulgaris, Ptychotis saxifraga, Opopanax chironium.

## Écologie et distribution

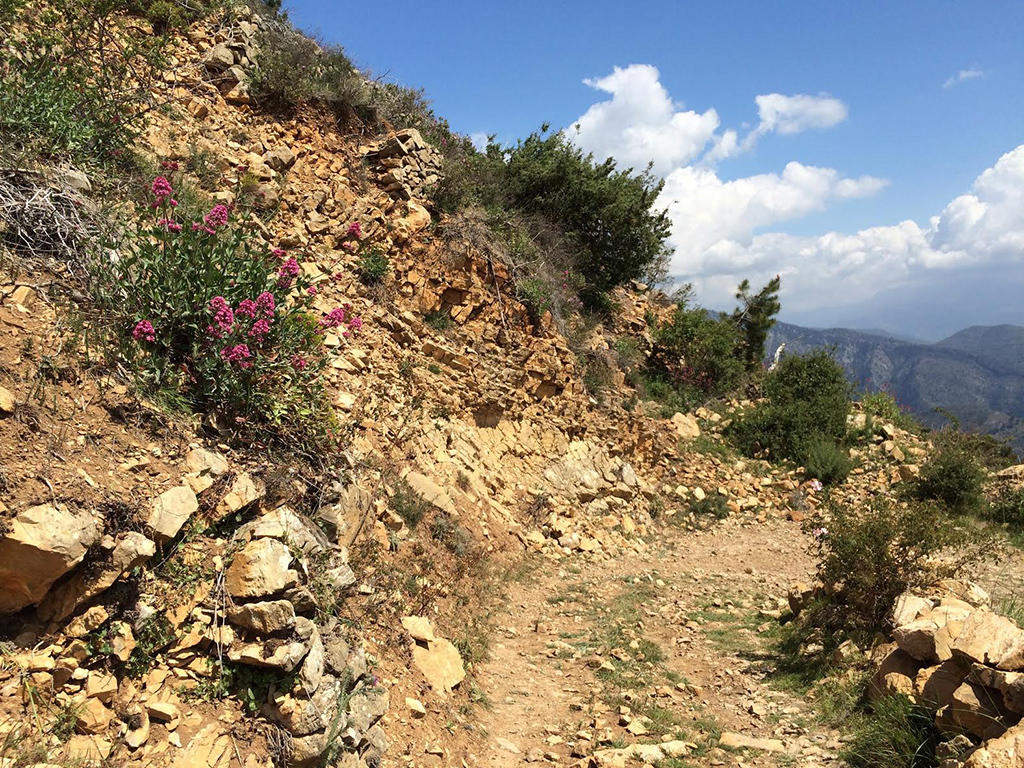
Habitat typique de Papilio alexanor, province d'Imperia en Ligurie italienne.

L'Alexanor est présent en Asie mineure, dans le sud des Balkans et l'ouest de l'Asie et dans de rares secteurs du sud-est de l'Europe, Sicile et sud de l'Italie, côte adriatique de la Slovénie à la Grèce.
En France métropolitaine l'Alexanor est présent dans sept départements du Sud-Est : Isère, Drôme, Var, Vaucluse, Hautes-Alpes, Alpes-de-Haute-Provence, Alpes-Maritimes. Signalé dans le Gard. Signalé de la montagne Sainte-Victoire, en 1950. Quelques populations isolées dans le sud-ouest du Var ont été décrites comme ssp destelensis, taxon endémique de la région PACA. Il est également présent dans les Hautes-Alpes où subsistent encore de belles populations. En Ardèche il n'a pas été retrouvé depuis 1980.

### Biotope
Il fréquente les milieux ouverts xériques, les versants rocailleux calcaires ensoleillés, les prairies fleuries des massifs peu élevés des régions montagneuses mais aussi ponctuellement les bancs de graviers exondés de certaines rivières du bassin versant de la Durance. Il vole entre 150 et 1 600 m d'altitude.

### Menaces
- Si vous ne connaissez pas le sujet, laissez ce bandeau (vous pouvez alors contacter les auteurs).
- Si vous supprimez le contenu mis en cause (vous pouvez préalablement contacter les auteurs),

argumentez précisément cette suppression dans la page de discussion
(un manque de référence n'est pas un argument ; une recherche réelle de référence doit avoir été effectuée, être formellement documentée).
L'urbanisation, le dérèglement climatique et l'abandon des cultures et des techniques pastorales traditionnelles ont bouleversé les biotopes abritant l'alexanor et conduit à la disparition de nombreuses stations au cours des trente dernières années.
Les biotopes de P. alexanor sont en effet particulièrement vulnérables compte tenu notamment des exigences de sa principale plante hôte (Ptychotis).
En outre, la mauvaise gestion des milieux ouverts est également en cause. Le reboisement intempestif des parcelles (notamment en résineux) a entraîné la réduction de plusieurs biotopes dans le massif du Lubéron.
Dans le Var, la sous-espèce Papilio alexanor destelensis est vraisemblablement au bord de l'extinction. Cependant, l'absence de prospections récentes, spécialement hors des stations connues (ou de publications relatives à celles-ci), oblige à rester prudent quant au statut de cette sous-espèce.
À cet égard, on attribue trop facilement l'effondrement des populations françaises d'alexanor aux captures réalisées par les collectionneurs (alors que l'imago comme les premiers stades sont protégés).
En effet, s'il est indiscutable que les collectes de masse à des fins commerciales - au demeurant plus rares qu'on le prétend - représentent une menace et sont en tout état de cause condamnables, l'activité menée par les naturalistes de terrain ne peut être mise en cause.
Il suffit d'ailleurs d'observer que les populations de Grèce sont toujours aussi abondantes, alors qu'elles sont l'objet d'une pression de collecte sans doute bien plus importante que les populations françaises.

## Systématique
L'espèce Papilio alexanor a été décrite par le naturaliste allemand Eugen Johann Christoph Esper en 1799.
- La localité type est la région de Nice.

### Synonyme
- Papilio polidamas  Prunner, 1798 [4]

### Noms vernaculaires
L'Alexanor ou Grand Sélésier se nomme Alexanor-Schwalbenschwanz en allemand, Alexanor en anglais et Zuidelijke koninginnenpage en néerlandais.

### Taxinomie
Liste des sous-espèces

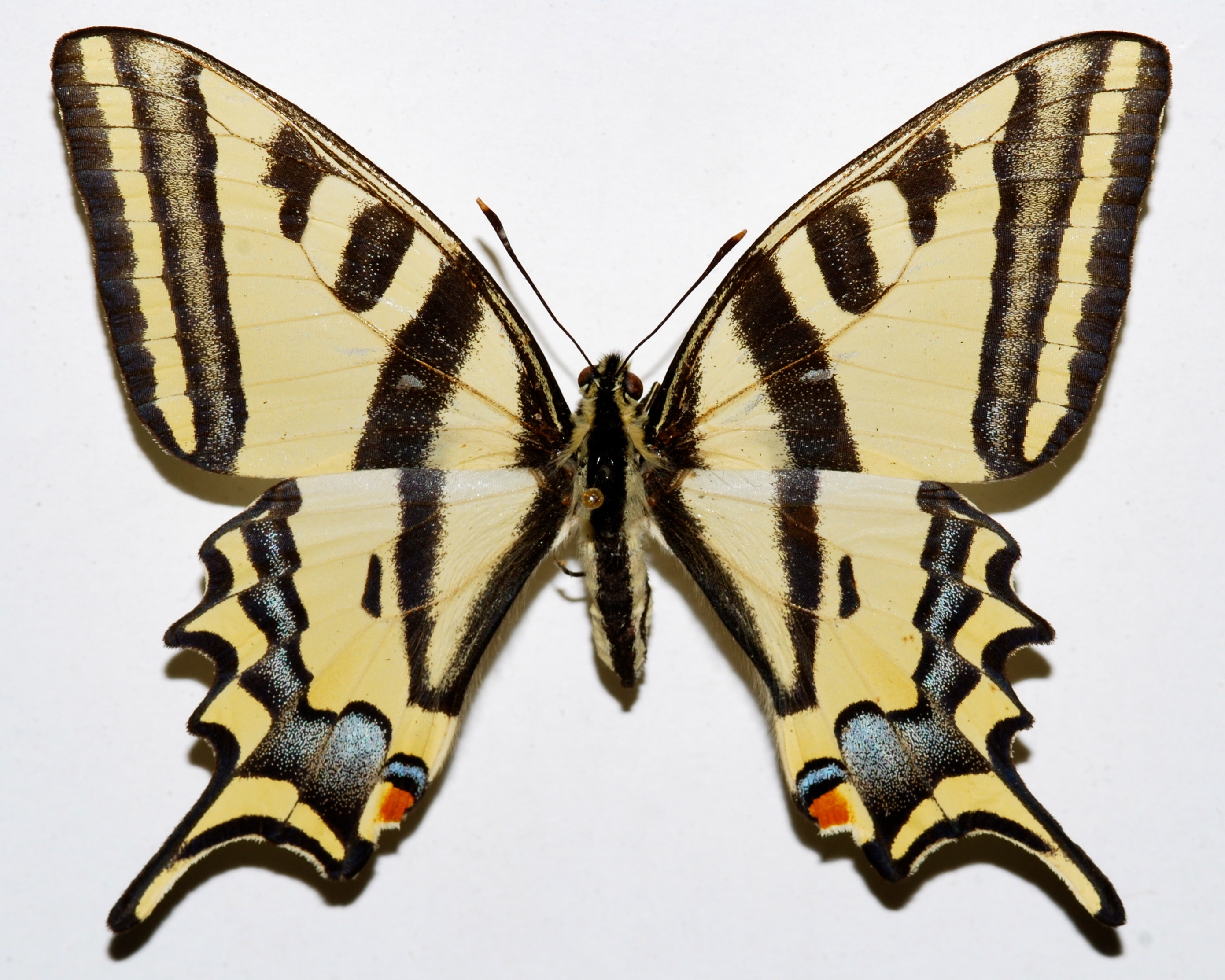
Papilio alexanor orientalis (Usak, Turquie)

- Papilio alexanor destelensis (Nel & Chauliac, 1983)
- Papilio alexanor hazarajatica (Wyatt, 1961)
- Papilio alexanor judeus (Staudinger, 1893)
- Papilio alexanor orientalis (Romanov, 1884)
- Papilio alexanor radighierii (Sala & Bollino, 1991)
- Papilio alexanor voldemar (Kreuzberg, 1989)[6]

## L'Alexanor et l'Homme

### Protection
L'Alexanor est inscrit sur la liste des insectes strictement protégés de l'annexe 2 de la Convention de Berne.
Cette espèce est aussi inscrite sur la liste des insectes strictement protégés de l'annexe IV de la Directive Habitats du Conseil de l'Europe concernant la conservation des habitats naturels ainsi que de la faune et de la flore sauvages du 21 mai 1992 et en France sur la liste rouge des insectes de France métropolitaine (arrêté du 23 avril 2007 abrogeant l'arrêté du 22 juillet 1993 fixant la liste des insectes protégés sur le territoire français métropolitain).

### Philatélie
Papilio alexanor figure sur une émission de la poste d'union soviétique de 1987 et de la poste d'Azerbaïdjan. Il est aussi représenté sur une plante Myrrhis odorata sur le timbre postal de Monaco no 1424 (du catalogue 1bis Yvert et Tellier) de l'année 1984 dans la série « papillons et plantes du Parc national du Mercantour » en héliogravure dentelé 13, valeur faciale 3,60 francs.
La sous-espèce Papilio alexanor judeus Staudinger, 1893 figure sur une émission d'Israël de 1965 (valeur faciale : 0,06 l).

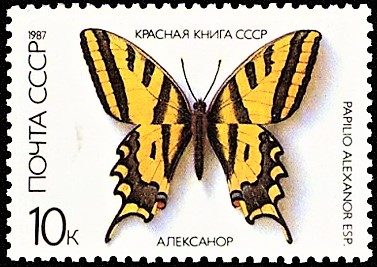
Timbre-poste de l'Union soviétique
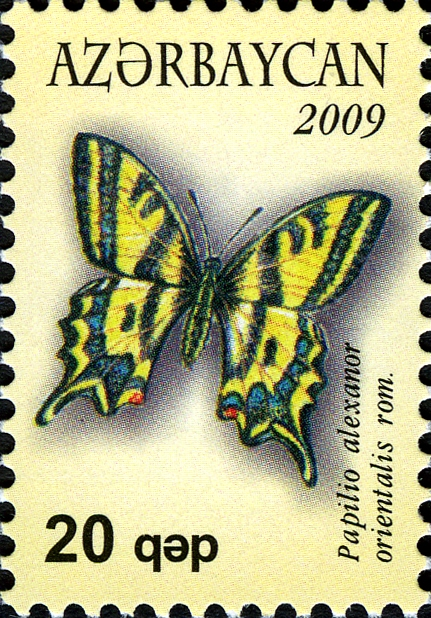
Timbre-poste de l'Azerbaïdjan